# X1
För mobiltelefonen från Sony Ericsson, se Sony Ericsson XPERIA X1.

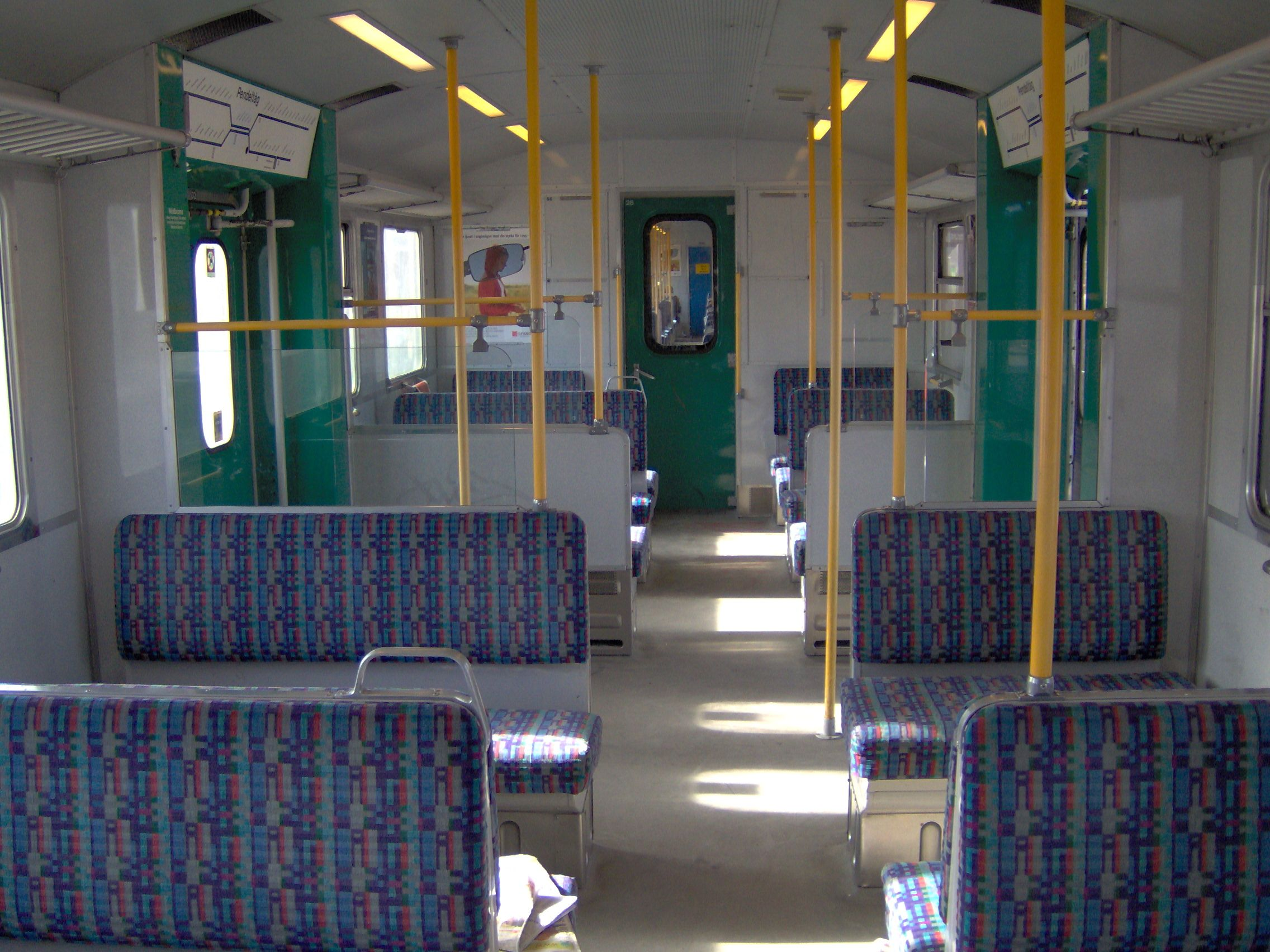
Interiör på en X1:a i Stockholms Pendeltåg

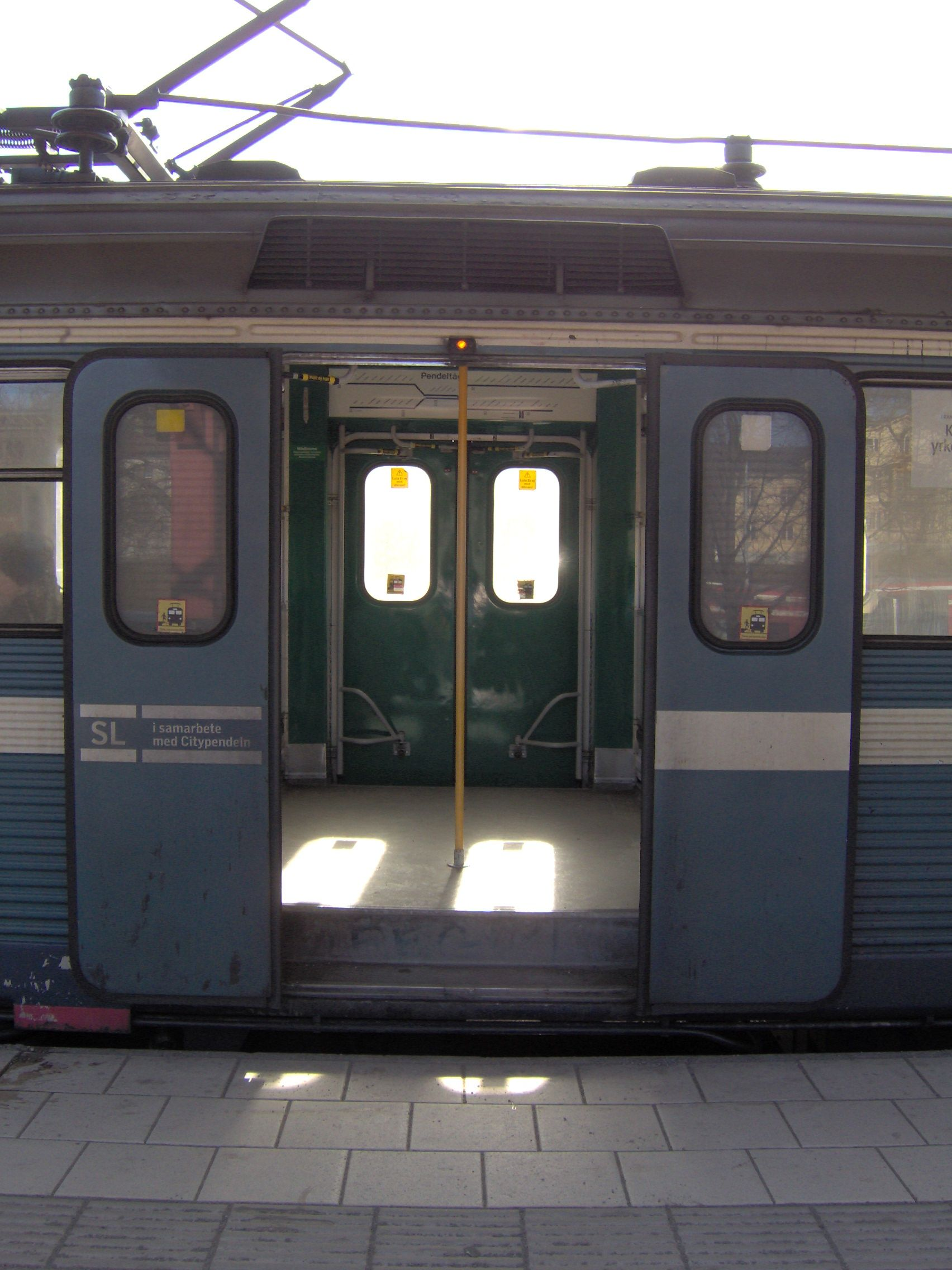
Automatisk dörröppning på en X1:a

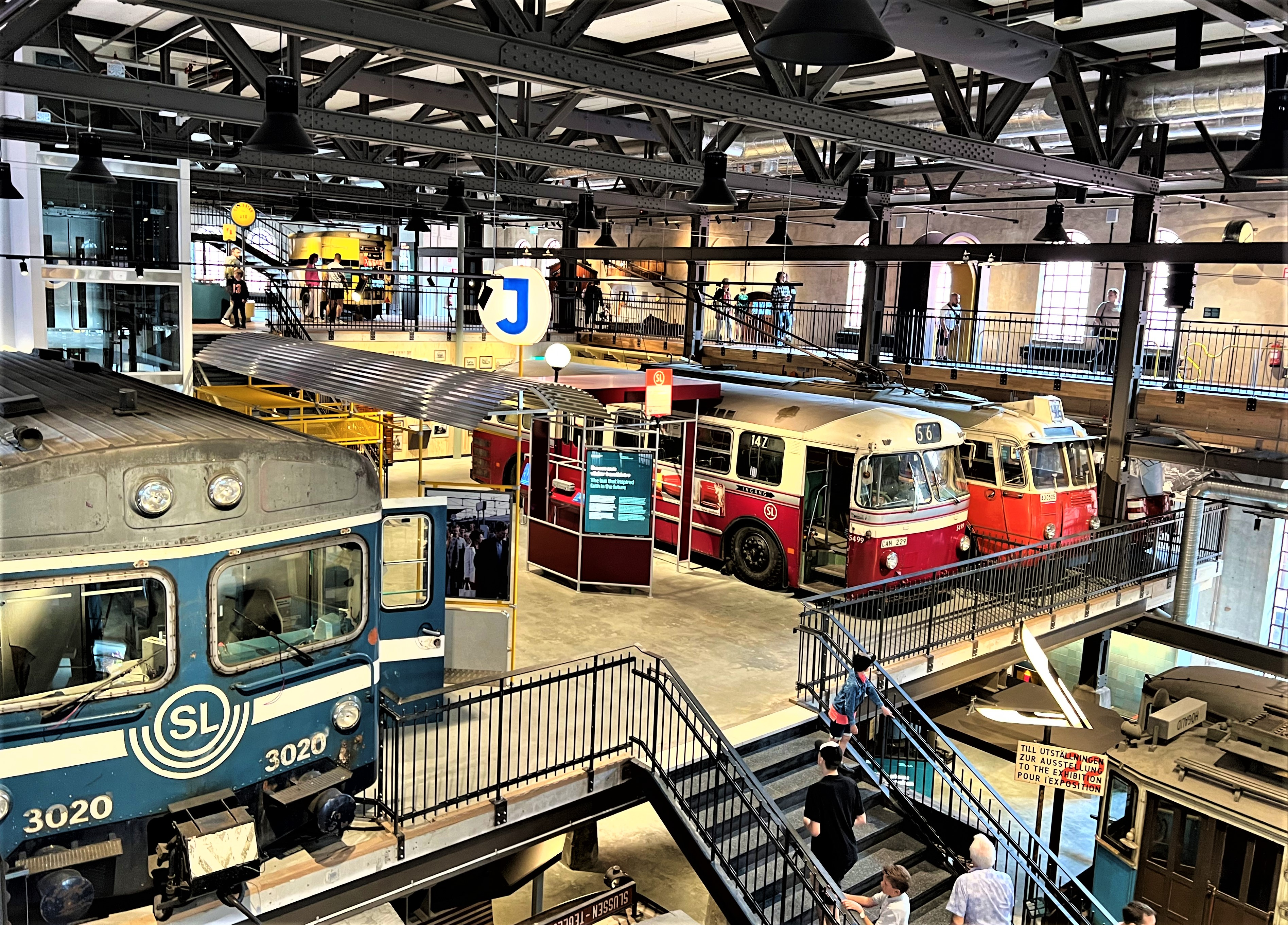
Del av ett bevarat X1-tåg med nummer 3020 på Stockholms Spårvägsmuseum

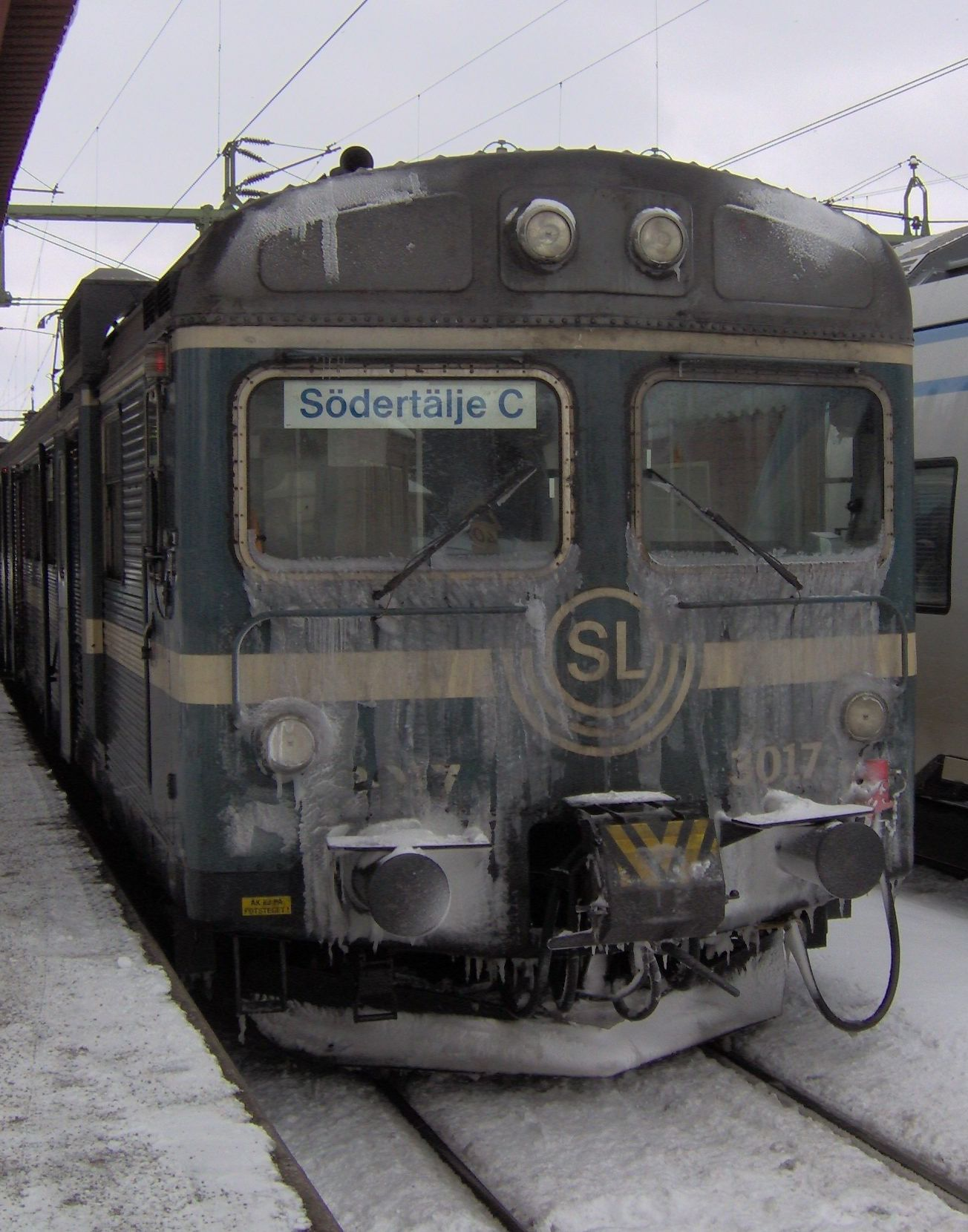
Ett nedisat X1-tåg med nr. 3017 vid Södertälje Hamn station vintern 2005/2006

X1 var ett svensktillverkat, elektriskt motorvagnståg för lokaltrafik. Tågtypen användes i Stockholms pendeltåg från maj 1968 till april 2011. X1 tillverkades i 104 exemplar av ASEA, KVAB och ASJ 1967–1975 och fick nummerserien 3001–3104.

## Tillverkning och teknik
Ursprungligen var det tänkt att enbart 100 stycken tvåvagnars-enheter skulle tillverkas, numrerat från 3001 till 3100, men några svåra olyckor under pendeltrafikens barndom ledde till vagnbrist och ytterligare fyra enheter, 3101–3104, beställdes. De två sist levererade tågsätten (3103 och 3104) kom att skilja sig på flera punkter jämfört med de tidigare levererade enheterna. Bland annat var de försedda med reostatisk elbroms, vilket de andra enheterna saknade (drift med reostatisk broms minskar slitaget på skivbromsarna). Systemet fungerade bra och byggdes också in i efterföljaren X10. De sista åren var systemet dock urkopplat i 3103 och 3104. Vagnarna hade även ett fastbromsningsskydd vilket innebär att ingen axel kan låsa sig vid en hård inbromsning utan släpper automatiskt.
X1:orna hade ett tidstypiskt utseende för svenska järnvägsfordon från 1960- och 1970-talen. Deras högsta tillåtna hastighet var 120 km/h. Tjänstevikten var 78 ton per tvåvagnssätt. Vagnarna kunde också multipelkopplas med den nyare vagntypen X10.
Den idag enda kvarvarande X1-enheten med nummer 3019, som numera finns bevarad på Järnvägsmuseet, har två enheter: drivenheten (X1-A) och manöverenheten (X1-B). I X1-A sitter de fyra drivmotorerna (likström) och merparten av den elektriska utrustningen. X1-B saknar drivning men innehåller viss del elektrisk utrustning. Varje vagn har tre dörrpar på vardera sida. Inredningen består av två- och tresitsiga soffor i bredd, riktade mot varandra så att fyra personer kan sitta i soffgruppen på den ena sidan av mittgången och sex i den andra. I SL-trafiken kördes det vanligtvis med fyra enheter (åtta vagnar) per tåg men med två enheter (fyra vagnar) på tider och sträckor med mindre belastning.

## Uppgraderingar och inredning
Vagnarna har moderniserats flera gånger under årens lopp. Under 1980-talets snörika vintrar blev det tydligt att vagnarna inte tålde kyla och fukt speciellt bra. Under den stränga vintern 1982 stod mer än 80 procent av alla X1-enheter stilla på grund av problem med nedisning och snö som for in i motorerna med kylluften eller blockerade tryckluftsledningarna (isproppar). Därför genomfördes flera ombyggnader av bland annat luftintag och motorer under 1970- och 80-talen och driftsäkerheten förbättrades. En speciell anläggning i bergrum byggdes utanför Älvsjö, där tågsätten kördes in nattetid och värmdes upp med gigantiska varmluftsaggregat. Med tiden visade sig dock att kraftigt nedkyld elutrustning som snabbt värmdes upp orsakade en massa kondens, vilket i sin tur kunde orsaka elektriska överslag. Ett annat problem var att X1-vagnarna innehöll en stor mängd asbest av en mycket farlig typ, varför de fick saneras i en högriskanläggning vid Rotebro, strax utanför Stockholm.
Vagnarnas inredning har i takt med slitage och åldrande moderniserats flera gånger. Belysningen i vagnarna bestod ursprungligen av utanpåliggande lysrörsarmaturer som i och med ombyggnader blev infällda i taket med raster. Ursprungligen var innerväggarna ljusgråa och sofforna hade mörkblå galonklädsel. På 1980-talet målades väggarna orange och sofforna kläddes med brunt tyg. Vid nästa renovering blev väggarna åter grå, dock i en annan nyans, och dörrarna målades på insidan i olika färger: rött, blått, grönt och gult. Senare kläddes sofforna med ett nytt tyg med ett färgglatt mönster. Under många år fanns små papperskorgar i tågen. Det enda som aldrig har ändrats i design i vagnarna är högtalarna och fönstren.
Det utvändiga färgschemat har inte genomgått lika stora förändringar. Vagnarna har alltid haft samma mörkblå färg, och taken har varit gråa. På 1990-talet målades en vit rand till på vagnarnas sidor, och i fronterna ersattes vagnens fordonsnummer med SL:s logotyp.

## Olyckor
Under pendeltågstrafikens barndom i slutet av 60-talet samt början av 70-talet inträffade ett antal svåra olyckor där X1:or var inblandade. Detta var innan säkerhetssystemet ATC togs i bruk år 1980. 1969 inträffade en svår olycka i Skavstaby, strax norr om Upplands Väsby, där ett X1-tåg kolliderade med ett framförvarande persontåg. Ett tiotal personer omkom och flera skadades svårt. De inblandade X1-enheterna var nummer 3048, 3016, 3015 och 3033. X1 3048 demolerades fullständigt och kom inte att bli föremål för någon reparation. De andra enheterna skadades i varierande grad, men reparerades och sattes åter i trafik. X1 3015 kom att användas i diverse testkörningar efter reparationen.[källa behövs]
En annan svår olycka inträffade 1972 i Järna söder om Södertälje där ett X1-tåg körde ut framför ett passerande expresståg. I juli 1973 körde ett X1 pendeltåg igenom en skyddsväxel och in i en bergvägg i dåvarande Södertörns Villastad, idag Farsta strand. Ett antal personer omkom i båda dessa olyckor och många skadades svårt. Dessa olyckor visade sig bero på att föraren kört mot stoppsignal.[källa behövs]
Ett flertal andra mindre olyckor, allt från växlingsmissöden och urspårningar till bränder, har inträffat genom åren. I början av 80-talet kom ATC att införas på banorna och olyckor med kollision samt körning förbi stoppsignal försvann. De olyckor med urspårningar på grund av körningar genom skyddsväxlar som ändå har inträffat trots införandet av ATC har skett då ATC av någon anledning inte varit i bruk, till exempel vid banarbeten. En sådan olycka inträffade 1994 i Älvsjö då ett sydgående X1-tåg mot Västerhaninge körde mot stoppsignal och ner för en slänt mot länsväg 226. ATC var vid detta tillfälle inte i bruk på den aktuella platsen på grund av banarbeten och ombyggnad till dubbelspår mellan Älvsjö och Västerhaninge.

## Utveckling av X 2000
Som ett första steg inför utveckling av ett framtida snabbtåg (som flera år senare skulle bli X 2000) hade man X1-enheten 3015 som provfordon. 3015 hade försetts med annan utväxling för att få en högre toppfart samt utrustning för lutning i kurvor. Sommaren 1970 nådde X1 3015 en hastighet på 222 km/h mellan Töreboda och Skövde på Västra stambanan, vilket är hastighetsrekord för X1. Efter ha använts färdigt i diverse testkörningar urmonterades samt bortkopplades testutrustningen och enheten kördes i normal SL-trafik fram till sin skrotning 2006.

## Sålda vagnar
Två tågsätt, nr. 3013 och 3037, såldes under 2006 och 2007 till Bombardier Transportation för utveckling av det nya europeiska signalsäkerhetssystemet ERTMS/ETCS. Båda byggdes om och försågs med ny utrustning, testkörningarna genomfördes på Botniabanan. Efter att testperioden avslutats stod de länge avställda i Gävle för att sedan skrotas i slutet av oktober 2013.

## Utrangering
Efter cirka 40 år i trafik började SL med start 2004 att skrota de mest utslitna av de då 94 resterande X1:orna. Från och med 2006 började de ersättas av den nya tågtypen X60. Ursprungligen var det beräknat att samtliga X1:or skulle vara utrangerade vid årsskiftet 2007/2008. Dock visade sig X60 ha en del barnsjukdomar och därför ofta drabbades av driftstörningar. Detta ledde till att ett antal X1:or fick respit och användes som reservtåg för X60. I januari 2010 fanns det fortfarande 21 tågsätt, varav ett avställt, kvar. Under 2010 skrotades successivt 5 av dessa. Den 1 april 2011 togs de sista 15 kvarvarande X1 ur trafik för gott, efter att ha rullat på övertid i tre år. Den 18 april kördes 3 av dem samt det avställda tågsättet slutligen till skroten. De sista avställda enheterna drogs iväg för skrotning i november 2011.

## Bevarande och museiföremål
Under juni/juli 2011 beslutades att Sveriges järnvägsmuseum skulle överta X1 3019 samt 3081 från SL. 3019 skulle bevaras som museiföremål och 3081 tänktes användas som reservdelsförråd för att senare skrotas. Den 5 juli gick vagntransporten från Hagalund via Älvsjödepån till Järnvägsmuseet i Gävle. I februari 2012 kördes dock 3081 åter ner till Hagalund då Nynäshamns Järnvägsmuseum visat intresse för att köpa den. Av olika anledningar blev affären aldrig genomförd och man återgick till ursprungsplanen, enheten slaktades på plats och delarna skickades upp till Gävle med godståg. I november samma år skickades den till skroten i Nykroppa.